# Prêmio Men of the Year Brasil
O Prêmio Men of the Year Brasil é uma premiação anual dada pela edição brasileira da Revista Masculina GQ que escolhe os homens - e a mulher - que mais se destacaram no ano no Brasil. Tradicional em outros países, como Inglaterra (berço da revista) e Estados Unidos, o prêmio teve sua primeira edição no Brasil apenas em 2011.
Em 2016, o prêmio foi dividido em 15 categorias: Personalidade, Mulher, Cinema, Televisão, Gastronomia, Esporte, Música, Artes, Empreendedorismo, Responsabilidade Social, Estilo, Revelação, Moda Internacional, Moda e Liderança. Os vencedores de cada categoria recebem um troféu, chamado de "Troféu MOTY".
Em 2017, em meio a controvérsias, Anitta foi eleita mulher do ano, em contraste com as ações heróicas de Heley de Abreu Silva Batista, que morreu ao salvar pelo menos 25 crianças, junto com Jéssica Morgana e Geni Oliveira (que também morreram), no atentado terrorista na creche Gente Inocente em Janaúba, Minas Gerais, promovido pelo vigilante Damião Soares dos Santos, que ateou fogo em si mesmo e em várias crianças numa sala de aula.

## Edições

### 2011
A primeira edição aconteceu no Copacabana Palace, no dia 28 de novembro de 2011. Tiago Leifert, foi o grande apresentador da noite.
Os vencedores estão na tabela abaixo::
| Categoria                       | Vencedor                  | Trabalho(s)                           |
| ------------------------------- | ------------------------- | ------------------------------------- |
| Ator                            | Selton Mello              | A Mulher Invisível /filme "O Palhaço" |
| Gastronomia                     | Alex Atala                |                                       |
| Moda Internacional              | Francisco Costa           |                                       |
| Artes                           | Vik Muniz                 | documentário "Lixo Extraordinário"    |
| Política                        | Eduardo Paes              |                                       |
| Revelação                       | Fernando Grostein Andrade | documentário "Quebrado o Tabu"        |
| Moda Nacional                   | Pedro Lourenço            |                                       |
| Homenagem                       | Daniel Filho              |                                       |
| Música                          | Marcelo Jeneci            |                                       |
| Elegância                       | Tufi Duek                 |                                       |
| Empreendedorismo                | Roberto Medina            |                                       |
| Responsabilidade Socioambiental | José Batista Afonso       | luta pelos direitos humanos no Pará   |
| Esporte                         | Anderson Silva            |                                       |
| Mulher do Ano                   | Isabeli Fontana           |                                       |
| Homem do Ano                    | Daniel Filho              |                                       |

### 2012
Vencedores:
| Categoria               | Vencedor                  | Trabalho(s)                         |
| ----------------------- | ------------------------- | ----------------------------------- |
| Mulher do Ano           | Isis Valverde             | Avenida Brasil                      |
| Homem do Ano            | Fernando Henrique Cardoso |                                     |
| Artes                   | Bernardo Paz              |                                     |
| Interesse Público       | Carlos Ayres Britto       |                                     |
| Esporte                 | José Roberto Guimarães    |                                     |
| Empreendedorismo        | Carlos Jereissati Filho   |                                     |
| Televisão               | João Emanuel Carneiro     | Avenida Brasil                      |
| Cinema                  | Rodrigo Santoro           |                                     |
| Gastronomia             | Rodrigo Oliveira          |                                     |
| Moda Nacional           | Alexandre Menegotti       |                                     |
| Moda Internacional      | Christopher Bailey        |                                     |
| Estilo                  | Pedro Andrade             |                                     |
| Revelação               | Tiago Abravanel           | peça musical "Tim Maia – Vale Tudo" |
| Música                  | Michel Teló               |                                     |
| Responsabilidade Social | Roberto Klabin            |                                     |

### 2013
A terceira edição do prêmio foi apresentada por Tiago Leifert, e teve sua cerimonia realizada no dia 2 de dezembro de 2013.
| Categoria                   | Vencedor               | Trabalho(s) |
| --------------------------- | ---------------------- | ----------- |
| Mulher do Ano               | Maria Casadevall       | Amor à Vida |
| Homem do Ano                | Pelé                   |             |
| Esporte                     | Luiz Felipe Scolari    |             |
| Televisão                   | Mateus Solano          | Amor à Vida |
| Música                      | Naldo Benny            |             |
| Cinema                      | Wagner Moura           | Elysium     |
| Revelação                   | Grupo Porta dos Fundos |             |
| Moda Nacional               | Oscar Metsavant        |             |
| Personalidade Internacional | Lapo Elkann            |             |
| Empreendorismo              | Alexandre Birman       |             |
| Responsabilidade Social     | Henrique Prata         |             |

### 2014
A quarta edição do evento aconteceu no dia 27 de novembro de 2014, e foi dividida em 16 categorias, sendo duas novas: brasileiro global e liderança.
| Categoria                   | Vencedor              | Trabalho(s)              |
| --------------------------- | --------------------- | ------------------------ |
| Televisão                   | Alexandre Nero        | Império                  |
| Revelação                   | Jesuíta Barbosa       | Amores Roubados / O Rebu |
| Estilo                      | Chay Suede            |                          |
| Moda Nacional               | Ricardo Ferreira      |                          |
| Empreendedorismo            | Romero Rodrigues      |                          |
| Responsabilidade Social     | Marcos Flávio Azzi    |                          |
| Artes                       | Dupla "OsGemeos"      |                          |
| Gastronomia                 | Thiago Castanho       |                          |
| Liderança                   | Nizan Guanaes         |                          |
| Esportes                    | Gabriel Medina        |                          |
| Cinema                      | Daniel Ribeiro        |                          |
| Música                      | Erasmo Carlos         |                          |
| Brasileiro Global           | Sebastião Salgado     |                          |
| Personalidade Internacional | Vincent Cassel        |                          |
| Homem do Ano                | Paulo Mendes da Rocha |                          |
| Mulher do Ano               | Tatá Werneck          | Tudo pela Audiência      |

### 2015
| Categoria               | Vencedor                       | Trabalho(s)       |
| ----------------------- | ------------------------------ | ----------------- |
| Televisão               | Walcyr Carrasco                | Verdades Secretas |
| Revelação               | Rainer Cadete                  | Verdades Secretas |
| Estilo                  | Reynaldo Gianecchini           |                   |
| Moda Internacional      | Giorgio Armani                 |                   |
| Empreendedorismo        | Thomaz Srougi                  |                   |
| Responsabilidade Social | Gustavo Kuerten                |                   |
| Artes                   | Luiz Alberto Oliveira          |                   |
| Gastronomia             | Henrique Fogaça                |                   |
| Liderança               | Amos Genish                    |                   |
| Esportes                | Marcelo Melo                   |                   |
| Cinema                  | Caio Gullane e Fabiano Gullane |                   |
| Música                  | Os Paralamas do Sucesso        |                   |
| Homem do Ano            | Abilio Diniz                   |                   |
| Mulher do Ano           | Grazi Massafera                | Verdades Secretas |

### 2016
| Categoria               | Vencedor                                                                               | Trabalho(s)            |
| ----------------------- | -------------------------------------------------------------------------------------- | ---------------------- |
| Música                  | Monarco, Martinho da Vila e Diogo Nogueira                                             | 100 anos de samba)     |
| Esportes                | Daniel Dias                                                                            |                        |
| Revelação               | Isaquias Queiroz                                                                       |                        |
| Artes                   | Vik Muniz                                                                              |                        |
| Cinema                  | José Loreto                                                                            | Mais Forte que o Mundo |
| Estilo                  | Cacá de Souza                                                                          |                        |
| Moda Internacional      | Domenico Dolce e Stefano Gabbana                                                       |                        |
| Moda Nacional           | Rony Meisler                                                                           |                        |
| Empreendedorismo        | Marcos Leta                                                                            |                        |
| Responsabilidade Social | Flávio Canto                                                                           |                        |
| Gastronomia             | David Hertz                                                                            |                        |
| Liderança               | Rodrigo Galindo                                                                        |                        |
| Personalidade do Ano    | ACM Neto                                                                               |                        |
| Televisão               | diretores-gerais Carlos Henrique Schroder (Rede Globo) e Alberto Pecegueiro (Globosat) |                        |
| Mulher do Ano           | Taís Araújo                                                                            | Mister Brau            |

### 2017
| Categoria        | Vencedor                                                                     | Trabalho(s)                            |
| ---------------- | ---------------------------------------------------------------------------- | -------------------------------------- |
| Música           | Emicida, Fióti e Rael representando o Rap Nacional (Homenageado: Marcelo D2) |                                        |
| Revelação        | Renato Góes                                                                  |                                        |
| Cinema           | Vladimir Brichta (Premiadora: Emanuelle Araújo)                              |                                        |
| Estilo           | Thiaguinho (Premiadora: Fernanda Souza)                                      |                                        |
| Moda Nacional    | Rony Meisler                                                                 |                                        |
| Empreendedorismo | Roberto Martini                                                              | CEO e Chief Creative Officer da FLAGCX |
| Gastronomia      | Jefferson Rueda                                                              |                                        |
| Liderança        | José Galló                                                                   |                                        |
| Televisão        | Pedro Bial                                                                   |                                        |
| Mulher do Ano    | Anitta                                                                       |                                        |
| Design           | Zanini de Zanine                                                             |                                        |
| Sustentabilidade | Pedro Paulo Diniz (Premiador: Cauã Reymond)                                  |                                        |
| Literatura       | Lázaro Ramos (Premiadora: Taís Araújo)                                       | Na minha pele                          |

### 2020
A premiação de 2020 foi em versão totalmente digital, com transmissão pelo YouTube e pelo Instagram da GQ Brasil. Eduardo Sterblitch e Paulo Vieira foram os apresentadores mostrando os 13 vencedores que estão na tabela abaixo::
| Categoria                       | Vencedor          | Trabalho(s)                                  |
| ------------------------------- | ----------------- | -------------------------------------------- |
| Humor                           | Paulo Vieira      |                                              |
| Personalidade                   | Fabio Assunção    |                                              |
| Televisão                       | Silvio de Abreu   |                                              |
| Arte                            | Gabriel Wickbold  |                                              |
| Gastronomia                     | Rodolfo de Santis |                                              |
| Liderança                       | Eduardo Leite     | O governador do Rio Grande do Sul            |
| Moda Nacional                   | Alexandre Birman  | Reserva/Arezzo                               |
| Música                          | Alok              |                                              |
| Responsabilidade Socioambiental | Celso Athayde     | Fundador da CUFA (Central Única das Favelas) |
| Esporte                         | Bruno Soares      |                                              |
| Sustentabilidade                | Guilherme Brammer |                                              |
| Mulher do Ano                   | Iza               |                                              |
| Ícone do Ano                    | Pablo Vittar      |                                              |